# Neha Sharma
Neha Sharma Shree Satbir Singh (ur. 8 września 2005) – indyjska zapaśniczka walcząca w stylu wolnym. Zajęła piąte miejsce na mistrzostwach świata w 2023.
Siódma na mistrzostwach Azji w 2025. 
Druga na MŚ U-23 w 2023 i trzecia w 2024. Druga na mistrzostwach Azji U-23 w 2025. Mistrzyni Azji juniorów w 2025 roku.